# Ocenotrophon painei
Ocenotrophon painei är en snäckart som först beskrevs av Dall 1903.  Ocenotrophon painei ingår i släktet Ocenotrophon och familjen purpursnäckor. Inga underarter finns listade i Catalogue of Life.